# Дискография The Beatles
В статье представлена дискография британской рок-группы The Beatles.

## Дискография в Великобритании
Указаны официальные пластинки, изданные в Великобритании лейблами Parlophone и Apple. Дискографии в других странах (см. ниже дискографию The Beatles в США) значительно отличались от британской.

### Альбомы
Представлены все официальные долгоиграющие альбомы.
| Список дорожек | Лейблы, чарты и обзоры |
| Please Please Me, 22 марта 1963 (моно), 26 апреля 1963 (стерео), 26 февраля 1987 (CD-версия) | Please Please Me, 22 марта 1963 (моно), 26 апреля 1963 (стерео), 26 февраля 1987 (CD-версия) |
| --- | --- |
| 1. «I Saw Her Standing There» 2. «Misery» 3. «Anna (Go to Him)» (Артур Александер) 4. «Chains» (Гоффин/Кинг) 5. «Boys» (Диксон/Фэррелл) 6. «Ask Me Why» 7. «Please, Please Me» 1. «Love Me Do» 2. «P.S. I Love You» 3. «Baby It’s You» (Бакарак/Дэвид) 4. «Do You Want to Know a Secret» 5. «A Taste of Honey» (Скотт/Марлоу) 6. «There's a Place» 7. «Twist and Shout» (Медли/Рассел) | Parlophone № 1 в течение 30 недель · № 2 в течение 20 недель - All Music Guide ссылка Архивная копия от 12 октября 2007 на Wayback Machine - Q ссылка Архивная копия от 1 ноября 2004 на Wayback Machine - Rolling Stone ссылка - 39-e место в списке 500 лучших альбомов всех времён журнала Rolling Stone |
| With the Beatles, 22 ноября 1963; 26 февраля 1987 (CD-версия) | |
| 1. «It Won’t Be Long» 2. «All I’ve Got to Do» 3. «All My Loving» 4. «Don’t Bother Me» (Харрисон) 5. «Little Child» 6. «Till There Was You» (Уилсон) 7. «Please Mr. Postman» (Доббинс / Гаррет / Горман / Холланд / Бэйтман) 1. «Roll Over Beethoven» (Берри) 2. «Hold Me Tight» 3. «You Really Got a Hold on Me» (Робинсон) 4. «I Wanna Be Your Man» 5. «Devil in Her Heart» (Ричард Драпкин) 6. «Not a Second Time» 7. «Money (That’s What I Want)» (Брэдфорд/Горди) | Parlophone № 1 в течение 21 недель · № 2 в течение 10 недель - All Music Guide ссылка Архивная копия от 16 апреля 2005 на Wayback Machine - Q ссылка Архивная копия от 1 ноября 2004 на Wayback Machine - 420-e место в списке 500 лучших альбомов всех времён журнала Rolling Stone                        |
| A Hard Day’s Night, 10 июля 1964 | |
| Первая сторона альбома — звуковая дорожка к одноимённому фильму. 1. «A Hard Day’s Night» 2. «I Should Have Known Better» 3. «If I Fell» 4. «I’m Happy Just to Dance with You» 5. «And I Love Her» 6. «Tell Me Why» 7. «Can’t Buy Me Love» 1. «Any Time at All» 2. «I’ll Cry Instead» 3. «Things We Said Today» 4. «When I Get Home» 5. «You Can’t Do That» 6. «I’ll Be Back» | Parlophone № 1 в течение 21 недель - All Music Guide ссылка Архивная копия от 16 апреля 2005 на Wayback Machine - Q ссылка Архивная копия от 1 ноября 2004 на Wayback Machine - 388-e место в списке 500 лучших альбомов всех времён журнала Rolling Stone                                                  |
| Beatles For Sale, 4 декабря 1964 | |
| 1. «No Reply» 2. «I’m a Loser» 3. «Baby’s in Black» 4. «Rock and Roll Music» (Берри) 5. «I’ll Follow the Sun» 6. «Mr. Moonlight» (Джонсон) 7. Попурри: «Kansas City/Hey-Hey-Hey-Hey!» (Лейбер и Столлер/Пенниман) 1. «Eight Days a Week» 2. «Words of Love» (Холли) 3. «Honey Don’t» (Перкинс) 4. «Every Little Thing» 5. «I Don’t Want to Spoil the Party» 6. «What You’re Doing» 7. «Everybody’s Trying to Be My Baby» (Перкинс) | Parlophone № 1 в течение 11 недель · № 2 в течение 11 недель - All Music Guide ссылка Архивная копия от 6 февраля 2005 на Wayback Machine - Q ссылка Архивная копия от 1 ноября 2004 на Wayback Machine |
| Help!, 6 августа 1965, 15 апреля 1987 (CD-версия) | |
| Первая сторона альбома — звуковая дорожка к одноимённому фильму. 1. «Help!» 2. «The Night Before» 3. «You’ve Got To Hide Your Love Away» 4. «I Need You» (Харрисон) 5. «Another Girl» 6. «You’re Going to Lose That Girl» 7. «Ticket to Ride» 1. «Act Naturally» (Моррисон/Рассел) 2. «It’s Only Love» 3. «You Like Me Too Much» (Харрисон) 4. «Tell Me What You See» 5. «I’ve Just Seen a Face» 6. «Yesterday» 7. «Dizzy Miss Lizzy» (Уильямс) | Parlophone № 1 в течение 9 недель · № 2 в течение 6 недель - All Music Guide ссылка (недоступная ссылка) - Q ссылка Архивная копия от 30 сентября 2007 на Wayback Machine - 332-e место в списке 500 лучших альбомов всех времён журнала Rolling Stone                                                      |
| Rubber Soul, 3 декабря 1965, 15 апреля 1987 (CD-версия) | |
| 1. «Drive My Car» 2. «Norwegian Wood (This Bird Has Flown)» 3. «You Won’t See Me» 4. «Nowhere Man» 5. «Think for Yourself» (Харрисон) 6. «The Word» 7. «Michelle» 1. «What Goes On» (Леннон/Маккартни/Старр) 2. «Girl» 3. «I’m Looking Through You» 4. «In My Life» 5. «Wait» 6. «If I Needed Someone» (Харрисон) 7. «Run for Your Life» | Parlophone № 1 в течение 8 недель · № 2 в течение 11 недель - All Music Guide ссылка Архивная копия от 14 октября 2004 на Wayback Machine - Q ссылка Архивная копия от 30 сентября 2007 на Wayback Machine - 5-e место в списке 500 лучших альбомов всех времён журнала Rolling Stone                       |
| Revolver, 5 августа 1966, 15 апреля 1987 (CD-версия) | |
| 1. «Taxman» (Харрисон) 2. «Eleanor Rigby» 3. «I’m Only Sleeping» 4. «Love You To» (Харрисон) 5. «Here, There And Everywhere» 6. «Yellow Submarine» 7. «She Said, She Said» 1. «Good Day Sunshine» 2. «And Your Bird Can Sing» 3. «For No One» 4. «Dr. Robert» 5. «I Want to Tell You» (Харрисон) 6. «Got to Get You into My Life» 7. «Tomorrow Never Knows» | Parlophone № 1 в течение 7 недель · № 2 в течение 6 недель - All Music Guide ссылка - 3-e место в списке 500 лучших альбомов всех времён журнала Rolling Stone |
| Sgt. Pepper’s Lonely Hearts Club Band, 1 июня 1967, 1 июня 1987 (CD-версия) | |
| 1. «Sgt. Pepper’s Lonely Hearts Club Band» 2. «With a Little Help From My Friends» 3. «Lucy in the Sky with Diamonds» 4. «Getting Better» 5. «Fixing a Hole» 6. «She’s Leaving Home» 7. «Being for the Benefit of Mr. Kite!» 1. «Within You Without You» (Харрисон) 2. «When I’m Sixty-Four» 3. «Lovely Rita» 4. «Good Morning Good Morning» 5. «Sgt. Pepper’s Lonely Hearts Club Band (Reprise)» 6. «A Day in the Life» | Parlophone № 1 в течение 27 недель · № 2 в течение 5 недель - Георгий Старостин (15/15) - All Music Guide ссылка - Роберт Кристгау (A) - Ink Blot - Rolling Stone - 1-e место в списке 500 лучших альбомов всех времён журнала Rolling Stone                                                                |
| The Beatles («Белый альбом»), 22 ноября 1968, 20 июля 1987 (CD-версия) | |
| 1. «Back in the U.S.S.R.» 2. «Dear Prudence» 3. «Glass Onion» 4. «Ob-La-Di, Ob-La-Da» 5. «Wild Honey Pie» 6. «The Continuing Story of Bungalow Bill» 7. «While My Guitar Gently Weeps» (Харрисон) 8. «Happiness Is a Warm Gun» 1. «Martha My Dear» 2. «I’m So Tired» 3. «Blackbird» 4. «Piggies» (Харрисон) 5. «Rocky Raccoon» 6. «Don’t Pass Me By» (Ринго Старр) 7. «Why Don’t We Do It in the Road?» 8. «I Will» 9. «Julia» 1. «Birthday» 2. «Yer Blues» 3. «Mother Nature’s Son» 4. «Everybody’s Got Something to Hide Except Me and My Monkey» 5. «Sexy Sadie» 6. «Helter Skelter» 7. «Long, Long, Long» (Харрисон) 1. «Revolution 1» 2. «Honey Pie» 3. «Savoy Truffle» (Харрисон) 4. «Cry Baby Cry» 5. «Revolution 9» 6. «Good Night» | AppleParlophone № 1 в течение 8 недель · № 2 в течение 2 недель - All Music Guide ссылка (недоступная ссылка) - Q - 10-e место в списке 500 лучших альбомов всех времён журнала Rolling Stone |
| Yellow Submarine, 17 января 1969 | |
| Звуковая дорожка к одноимённому мультфильму 1. «Yellow Submarine» 2. «Only a Northern Song» (Харрисон) 3. «All Together Now» 4. «Hey Bulldog» 5. «It’s All Too Much» (Харрисон) 6. «All You Need Is Love» 1. «Pepperland» (Мартин) 2. «Sea of Time» (Мартин) 3. «Sea of Holes» (Мартин) 4. «Sea of Monsters» (Мартин) 5. «March of the Meanies» (Мартин) 6. «Pepperland Laid Waste» (Мартин) 7. «Yellow Submarine in Pepperland» (Мартин) | AppleParlophone № 3 - All Music Guide ссылка (недоступная ссылка) - Rolling Stone ссылка Архивная копия от 29 апреля 2009 на Wayback Machine |
| Abbey Road, 26 сентября 1969, 10 октября 1987 (CD-версия) | |
| 1. «Come Together» 2. «Something» (Харрисон) 3. «Maxwell’s Silver Hammer» 4. «Oh! Darling» 5. «Octopus’s Garden» (Ринго Старр) 6. «I Want You (She’s So Heavy)» 1. «Here Comes the Sun» (Харрисон) 2. «Because» 3. «You Never Give Me Your Money» 4. «Sun King» 5. «Mean Mr. Mustard» 6. «Polythene Pam» 7. «She Came In Through the Bathroom Window» 8. «Golden Slumbers» 9. «Carry That Weight» 10. «The End» 11. «Her Majesty» (указан на CD-версии) | AppleParlophone № 1 в течение 17 недель · № 2 в течение 1 недель - All Music Guide ссылка Архивная копия от 4 февраля 2005 на Wayback Machine - Q - Rolling Stone ссылка Архивная копия от 4 декабря 2009 на Wayback Machine - 14-e место в списке 500 лучших альбомов всех времён журнала Rolling Stone    |
| Let It Be, 8 мая 1970, 10 октября 1987 (CD-версия) | |
| 1. «Two of Us» 2. «Dig a Pony» 3. «Across the Universe» 4. «I Me Mine» (Харрисон) 5. «Dig It» (Джон Леннон, Пол Маккартни, Ринго Старр, Джордж Харрисон) 6. «Let It Be» 7. «Maggie Mae» (народная) 1. «I’ve Got a Feeling» 2. «One After 909» 3. «The Long and Winding Road» 4. «For You Blue» (Харрисон) 5. «Get Back» | AppleParlophone № 1 в течение 3 недель · № 2 в течение 4 недель - All Music Guide ссылка Архивная копия от 12 октября 2007 на Wayback Machine - Роберт Кристгау (A-) ссылка - Q - Rolling Stone ссылка - 86-е место в списке 500 лучших альбомов всех времён по версии журнала Rolling Stone                |

### Мини-альбомы (EP)
Представлены все официальные мини-альбомы, изданные в 1963—1967 годах. Все песни написаны Джоном Ленноном и Полом Маккартни, за исключением отмеченных особо.
| Список дорожек |
| Сборник Twist and Shout, 12 июля 1963 |
| --- |
| 1. «Twist and Shout» (Медли/Рассел) 2. «A Taste of Honey» (Марлоу/Скотт) 1. «Do You Want to Know a Secret?» 2. «There’s a Place»                                                                                                 |
| Сборник The Beatles’ Hits, 6 сентября 1963 |
| 1. «From Me to You» 2. «Thank You Girl» 1. «Please Please Me» 2. «Love Me Do» |
| Сборник The Beatles (No. 1), 1 ноября 1963 |
| 1. «I Saw Her Standing There» 2. «Misery» 1. «Anna (Go to Him)» 2. «Chains» |
| Сборник All My Loving, 7 февраля 1964 |
| 1. «All My Loving» 2. «Ask Me Why» 1. «Money (That’s What I Want)» (Джейни Брэдфорд, Берри Горди) 2. «P.S. I Love You» |
| Студийный мини-альбом Long Tall Sally, 19 июня 1964 |
| 1. «Long Tall Sally» (Блэквелл-Джонсон-Пенниман) 2. «I Call Your Name» 1. «Slow Down» (Уильямс) 2. «Matchbox» (Перкинс) |
| Сборник Extracts from the Film A Hard Day’s Night, 4 ноября 1964 |
| 1. «I Should Have Known Better» 2. «If I Fell» 1. «Tell Me Why» 2. «And I Love Her» |
| Сборник Extracts from the Album A Hard Day’s Night, 6 ноября 1964 |
| 1. «Any Time at All» 2. «I’ll Cry Instead» 1. «Things We Said Today» 2. «When I Get Home» |
| Сборник Beatles for Sale, 6 апреля 1965 |
| 1. «No Reply» 2. «I’m a Loser» 1. «Rock and Roll Music» 2. «Eight Days a Week» |
| Сборник Beatles for Sale (No. 2), 4 июня 1965 |
| 1. «I’ll Follow the Sun» 2. «Baby’s in Black» 1. «Words of Love» 2. «I Don’t Want to Spoil the Party» |
| Сборник The Beatles’ Million Sellers, 6 декабря 1965 |
| 1. «She Loves You» 2. «I Want to Hold Your Hand» 1. «Can’t Buy Me Love» 2. «I Feel Fine» |
| Сборник Yesterday, 4 марта 1966 |
| 1. «Yesterday» 2. «Act Naturally» 1. «You Like Me Too Much» 2. «It’s Only Love» |
| Сборник Nowhere Man, 8 августа 1966 |
| 1. «Nowhere Man» 2. «Drive My Car» 1. «Michelle» 2. «You Won’t See Me» |
| Студийный двойной мини-альбом Magical Mystery Tour, 8 декабря 1967 |
| Все песни прозвучали в одноимённом телефильме. 1. «Magical Mystery Tour» 2. «Your Mother Should Know» 1. «I Am the Walrus» 1. «The Fool on the Hill» 2. «Flying» (Леннон-Маккартни-Старки-Харрисон) 1. «Blue Jay Way» (Харрисон) |

### Синглы
Представлены все официальные синглы.
| Дата выпуска     | Название                                                                                             | Фирма звукозаписи | Наивысшая позиция в британском чарте |
| ---------------- | --- | ----------------- | ------------------------------------ |
| 5 октября 1962   | «Love Me Do» / «P.S. I Love You»                                                                     | Parlophone        | № 17                                 |
| 12 января 1963   | «Please Please Me» / «Ask Me Why»                                                                    | Parlophone        | № 1                                  |
| 11 апреля 1963   | «From Me to You» / «Thank You Girl»                                                                  | Parlophone        | № 1                                  |
| 23 августа 1963  | «She Loves You» / «I’ll Get You»                                                                     | Parlophone        | № 1                                  |
| 29 ноября 1963   | «I Want to Hold Your Hand» / «This Boy»                                                              | Parlophone        | № 1                                  |
| 20 марта 1964    | «Can’t Buy Me Love» / «You Can’t Do That»                                                            | Parlophone        | № 1                                  |
| 29 мая 1964      | «Ain’t She Sweet» / «If You Love Me, Baby»                                                           | Polydor           | № 29                                 |
| 10 июля 1964     | «A Hard Day’s Night» / «Things We Said Today»                                                        | Parlophone        | № 1                                  |
| 27 ноября 1964   | «I Feel Fine» / «She’s a Woman»                                                                      | Parlophone        | № 1                                  |
| 9 апреля 1965    | «Ticket to Ride» / «Yes It Is»                                                                       | Parlophone        | № 1                                  |
| 23 июля 1965     | «Help!» / «I’m Down»                                                                                 | Parlophone        | № 1                                  |
| 3 декабря 1965   | «Day Tripper» / «We Can Work It Out»                                                                 | Parlophone        | № 1                                  |
| 10 июня 1966     | «Paperback Writer» / «Rain»                                                                          | Parlophone        | № 1                                  |
| 8 августа 1966   | «Yellow Submarine» / «Eleanor Rigby»                                                                 | Parlophone        | № 1                                  |
| 17 февраля 1967  | «Strawberry Fields Forever» / «Penny Lane»                                                           | Parlophone        | № 2                                  |
| 7 июля 1967      | «All You Need Is Love» / «Baby, You’re a Rich Man»                                                   | Parlophone        | № 1                                  |
| 14 ноября 1967   | «Hello, Goodbye» / «I Am the Walrus»                                                                 | Parlophone        | № 1                                  |
| 15 марта 1968    | «Lady Madonna» / «The Inner Light»                                                                   | Parlophone        | № 1                                  |
| 30 августа 1968  | «Hey Jude» / «Revolution»                                                                            | Apple             | № 1                                  |
| 15 апреля 1969   | «Get Back» / «Don’t Let Me Down»                                                                     | Apple             | № 1                                  |
| 30 мая 1969      | «The Ballad of John and Yoko» / «Old Brown Shoe»                                                     | Apple             | № 1                                  |
| 31 октября 1969  | «Something» / «Come Together»                                                                        | Apple             | № 4                                  |
| 6 марта 1970     | «Let It Be» / «You Know My Name (Look Up the Number)»                                                | Apple             | № 2                                  |
| 8 марта 1976     | «Yesterday» / «I Should Have Known Better»                                                           | Parlophone        | № 8                                  |
| 29 июня 1976     | «Back in the USSR» / «Twist and Shout»                                                               | Parlophone        | № 19                                 |
| 30 сентября 1978 | «Sgt. Pepper’s Lonely Hearts Club Band» / «With a Little Help from My Friends» / «A Day in the Life» | Parlophone        | № 63                                 |
| 25 мая 1982      | «Beatles Movie Medley» / «I’m Happy Just to Dance with You»                                          | Parlophone        | № 7                                  |
| 19 ноября 1982   | «Love Me Do» / «P.S. I Love You»                                                                     | Parlophone        | № 4                                  |
| 20 марта 1995    | «Baby It’s You» / «I’ll Follow the Sun» / «Devil in Her Heart» / «Boys»                              | Apple             | № 7                                  |
| 12 декабря 1995  | «Free as a Bird» / «Christmas Time (Is Here Again)»                                                  | Apple             | № 2                                  |
| 4 марта 1996     | «Real Love» / «Baby’s in Black»                                                                      | Apple             | № 4                                  |
| 2 ноября 2023    | «Now and Then» / «Love Me Do - 2023 Mix»                                                             | Apple             | № 1                                  |

## Дискография в США
Дискография The Beatles в США существенно отличается от британского аналога. Причин тому несколько. Во-первых, никогда ранее ни один исполнитель с Британских островов не добивался успеха в США. И когда крупнейшей звукозаписывающей компании в США Capitol предложили выпустить дебютный альбом The Beatles в США, она отказалась, усомнившись в потенциале британской группы на рынке Америки. Первая пластинка The Beatles в США вышла на чикагской фирме Vee-Jay, в основном выпускавшей музыку в стиле соул и джаз. Первая пластинка The Beatles называлась Introducing… the Beatles. Позже, когда в Capitol спохватились, они постарались отсудить права на издания пластинок The Beatles в США у компании Vee Jay, и пока шли судебные разбирательства, Capitol не могла издавать композиции, права на которые принадлежали Vee-Jay. Во-вторых, когда на экраны вышел фильм «Вечер трудного дня» (1964), правами на выпуск композиций The Beatles обладала компания United Artists, снявшая фильм, и Capitol не обладала правами на выпуск данного материала. В-третьих, в 1960-е годы в Англии был популярен формат сингл, имеющий по одной композиции на каждой стороне, и мини-альбом на 45 оборотов, или миньон, и состоящий из четырёх композиций. Большие пластинки формата долгоиграющей пластинки в Англии были менее популярны из-за их высокой стоимости. В США традиционно форматы сингл и мини-альбом были менее популярен, и звуко-записывающие компании выпускали намного больше долгоиграющих пластинок. К тому же синглы The Beatles, как правило, в первые годы не включались в их основные британские альбомы долгоиграющие пластинки, в отличие от США, где их синглы входили в состав альбомов с самой первой пластинки. С 1963 по 1965 год альбомы The Beatles в США и Великобритании выпускались под разными названиями и не имели ничего общего в последовательности расположения песен. В 1965—1966 годах названия альбомов начали совпадать, но, несмотря на то, что обложки американских альбомов были идентичны британским, содержание альбомов Rubber Soul (1965) и Revolver (1966) отличаются от английских аналогов. Только начиная с альбома Sgt. Pepper's Lonely Hearts Club Band (1967) британская и американская дискография потеряли какие-либо отличия.

### Альбомы
Представлены все официальные долгоиграющие альбомы, изданные в 1963—1970 годах. Все песни написаны Джоном Ленноном и Полом Маккартни, за исключением отмеченных особо.
| Список песен | Лейблы, обзоры и чарты |
| Introducing… The Beatles, 10 января 1964 (версия 1), 10 февраля 1964 (версия 2) | Introducing… The Beatles, 10 января 1964 (версия 1), 10 февраля 1964 (версия 2) |
| --- | --- |
| 1. «I Saw Her Standing There» 2. «Misery» 3. «Anna (Go to Him)» (Александер) 4. «Chains» (Гоффин/Кинг) 5. «Boys» (Дискон/Фэррелл) 6. «Love Me Do» («Ask Me Why» на версии 2) 1. «P.S. I Love You» («Please Please Me» на версии 2) 2. «Baby It’s You» 3. «Do You Want to Know a Secret» 4. «A Taste of Honey» (Скотт/Марлоу) 5. «There’s a Place» 6. «Twist and Shout» (Медли/Рассел) | Vee-Jay № 2 в течение 9 недель - All Music Guide ссылка |
| Meet the Beatles, 20 января 1964, 16 ноября 2004 (CD) | |
| 1. «I Want to Hold Your Hand» 2. «I Saw Her Standing There» 3. «This Boy» 4. «It Won’t Be Long» 5. «All I’ve Got to Do» 6. «All My Loving» 1. «Don’t Bother Me» (Харрисон) 2. «Little Child» 3. «Till There Was You» (Мередит Уилсон) 4. «Hold Me Tight» 5. «I Wanna Be Your Man» 6. «Not a Second Time» | Capitol № 1 в течение 11 недель · № 2 в течение 2 недель - All Music Guide ссылка - 59-e место в списке 500 лучших альбомов всех времён журнала Rolling Stone |
| The Beatles' Second Album, 10 апреля 1964, 16 ноября 2004 (CD) | |
| 1. «Roll Over Beethoven» (Чак Берри) 2. «Thank You Girl» 3. «You Really Got a Hold on Me» (Робинсон) 4. «Devil in Her Heart» (Ричард Драпкин) 5. «Money (That’s What I Want)» (Бредфорд, Берри Горди мл.) 6. «You Can’t Do That» 1. «Long Tall Sally» (Блэквелл, Джонсон, Литл Ричард) 2. «I Call Your Name» 3. «Please Mr. Postman» (Роберт Батеман, Джорджия Доббинс, Уильям Гарретт, Фред Горман, Брайан Холланд) 4. «I’ll Get You» 5. «She Loves You» | Capitol № 1 в течение 5 недель - All Music Guide ссылка |
| A Hard Day’s Night, 26 июня 1964 | |
| Звуковая дорожка к одноимённому фильму. 1. «A Hard Day’s Night» 2. «Tell Me Why» 3. «I’ll Cry Instead» 4. «I Should Have Known Better»* 5. «I’m Happy Just to Dance with You»«» 6. «And I Love Her»* 1. «I Should Have Known Better» 2. «If I Fell» 3. «And I Love Her» 4. «Ringo’s Theme (This Boy)»* 5. «Can’t Buy Me Love» 6. «A Hard Day’s Night»* * отмечены инструментальные композиции Джорджа Мартина | United Artists № 1 в течение 14 недель - All Music Guide ссылка |
| Something New, 20 июля 1964, 16 ноября 2004 (CD) | |
| 1. «I’ll Cry Instead» 2. «Things We Said Today» 3. «Any Time at All» 4. «When I Get Home» 5. «Slow Down» (Ларри Уильямс) 6. «Matchbox» (Карл Перкинс) 1. «Tell Me Why» 2. «And I Love Her» 3. «I’m Happy Just to Dance with You» 4. «If I Fell» 5. «Komm, Gib Mir Deine Hand» | Capitol № 2 в течение 9 недель - All Music Guide ссылка |
| Beatles '65, 15 декабря 1964 | |
| 1. «No Reply» 2. «I’m a Loser» 3. «Baby’s in Black» 4. «Rock and Roll Music» (Чак Берри) 5. «I’ll Follow the Sun» 6. «Mr. Moonlight» (Рой Ли Джонсон) 1. «Honey Don’t» (Карл Перкинс) 2. «I’ll Be Back» 3. «She’s a Woman» 4. «I Feel Fine» 5. «Everybody’s Trying to Be My Baby» (Карл Перкинс) | Capitol № 1 в течение 9 недель - All Music Guide ссылка |
| The Early Beatles, 22 марта 1965 | |
| 1. «Love Me Do» 2. «Twist and Shout» (Фил Медли-Берт Расселл) 3. «Anna (Go to Him)» (Артур Александер) 4. «Chains» (Джерри Гоффин-Кэрол Кинг) 5. «Boys» (Люсер Диксон-Уес Фаррелл) 6. «Ask Me Why» 1. «Please Please Me» 2. «P.S. I Love You» 3. «Baby It’s You» (Берт Бакарак-Мак Дэвид-Уильямс) 4. «A Taste of Honey» (Рик Марлоу-Бобби Скотт) 5. «Do You Want to Know a Secret» | Capitol № 43 - All Music Guide ссылка |
| Beatles VI, 14 июня 1965 | |
| 1. Medley: «Kansas City (Джерри Лейбер и Майк Столлер)» / «Hey, Hey, Hey, Hey» (Литл Ричард) 2. «Eight Days a Week» 3. «You Like Me Too Much» (Харрисон) 4. «Bad Boy» (Ларри Уильямс) 5. «I Don’t Want to Spoil the Party» 6. «Words of Love» (Бадди Холли) 1. «What You’re Doing» 2. «Yes It Is» 3. «Dizzy Miss Lizzy» (Ларри Уильямс) 4. «Tell Me What You See» 5. «Every Little Thing» | Capitol № 1 в течение 6 недель · № 2 в течение 2 недель - All Music Guide ссылка |
| Help!, 13 августа 1965, 15 апреля 1987 (CD-версия) | |
| Звуковая дорожка к одноимённому фильму. 1. «Help!» (добавлено вступление) 2. «The Night Before» 3. «From Me to You Fantasy»* 4. «You’ve Got To Hide Your Love Away» 5. «I Need You» (Харрисон) 6. «In the Tyrol»* (Кен Сорн) 1. «Another Girl» 2. «Another Hard Day’s Night»* 3. «Ticket to Ride» 4. Medley: «The Bitter End» (Кен Сорн) / «You Can’t Do That»* аранжировка Кен Сорн) 5. «You’re Gonna Lose That Girl» 6. «The Chase»* * отмечены инструментальные композиции Кена Сорна | Capitol № 1 в течение 9 недель · № 2 в течение 2 недель - All Music Guide ссылка |
| Rubber Soul, 6 декабря 1965, 15 апреля 1987 (CD-версия) | |
| 1. «I’ve Just Seen a Face» 2. «Norwegian Wood (This Bird Has Flown)» 3. «You Won’t See Me» 4. «Think for Yourself» (Харрисон) 5. «The Word» 6. «Michelle» 1. «It’s Only Love» 2. «Girl» 3. «I’m Looking Through You» 4. «In My Life» 5. «Wait» 6. «Run for Your Life» | Capitol № 1 в течение 6 недель · № 2 в течение 2 недель - All Music Guide ссылка - 5-e место в списке 500 лучших альбомов всех времён журнала Rolling Stone |
| Yesterday and Today, 14 июня 1966 | |
| 1. «Drive My Car» 2. «I’m Only Sleeping» 3. «Nowhere Man» 4. «Doctor Robert» 5. «Yesterday» 6. «Act Naturally» (Моррисон-Рассел) 1. «And Your Bird Can Sing» 2. «If I Needed Someone» (Харрисон) 3. «We Can Work It Out» 4. «What Goes on» (Леннон-Маккартни-Ринго) 5. «Day Tripper» | Capitol № 1 в течение 5 недель · № 2 в течение 2 недель - All Music Guide ссылка |
| Revolver, 8 августа 1966, 15 апреля 1987 (CD-версия) | |
| 1. «Taxman» (Харрисон) 2. «Eleanor Rigby» 3. «Love You To» (Харрисон) 4. «Here, There And Everywhere» 5. «Yellow Submarine» 6. «She Said, She Said» 1. «Good Day Sunshine» 2. «For No One» 3. «I Want to Tell You» (Харрисон) 4. «Got to Get You into My Life» 5. «Tomorrow Never Knows» | Capitol № 1 в течение 6 недель · № 2 в течение 2 недель - All Music Guide ссылка - 3-e место в списке 500 лучших альбомов всех времён журнала Rolling Stone |
| Sgt. Pepper’s Lonely Hearts Club Band, 2 июня 1967, 1 июня 1987 (CD-версия) | |
| 1. «Sgt. Pepper’s Lonely Hearts Club Band» 2. «With a Little Help From My Friends» 3. «Lucy in the Sky with Diamonds» 4. «Getting Better» 5. «Fixing a Hole» 6. «She’s Leaving Home» 7. «Being for the Benefit of Mr. Kite» 1. «Within You Without You» (Харрисон) 2. «When I’m Sixty-Four» 3. «Lovely Rita» 4. «Good Morning Good Morning» 5. «Sgt. Pepper’s Lonely Hearts Club Band (Reprise)» 6. «A Day in the Life» | Capitol № 1 в течение 15 недель · № 2 в течение 6 недель - George Starostin (15/15) - All Music Guide ссылка - Robert Christgau (A) - Ink Blot - Rolling Stone - 1-e место в списке 500 лучших альбомов всех времён журнала Rolling Stone                                                             |
| Magical Mystery Tour, 27 ноября 1967, 8 августа 1987 (CD-версия) | |
| Первая сторона альбома — саундтрек к одноимённому телефильму 1. «Magical Mystery Tour» 2. «The Fool on the Hill» 3. «Flying» (Леннон-Маккартни-Харрисон-Старки) 4. «Blue Jay Way» (Харрисон) 5. «Your Mother Should Know» 6. «I Am the Walrus» 1. «Hello, Goodbye» 2. «Strawberry Fields Forever» 3. «Penny Lane» 4. «Baby You’re a Rich Man» 5. «All You Need Is Love» | Capitol № 1 в течение 8 недель - All Music Guide ссылка (недоступная ссылка) |
| The Beatles («Белый альбом»), 25 ноября 1968, 20 июля 1987 (CD-версия) | |
| 1. «Back in the U.S.S.R.» 2. «Dear Prudence» 3. «Glass Onion» 4. «Ob-La-Di, Ob-La-Da» 5. «Wild Honey Pie» 6. «The Continuing Story of Bungalow Bill» 7. «While My Guitar Gently Weeps» (Харрисон) 8. «Happiness Is a Warm Gun» 1. «Martha My Dear» 2. «I’m So Tired» 3. «Blackbird» 4. «Piggies» (Харрисон) 5. «Rocky Raccoon» 6. «Don’t Pass Me By» (Ринго Старр) 7. «Why Don’t We Do It in the Road?» 8. «I Will» 9. «Julia» 1. «Birthday» 2. «Yer Blues» 3. «Mother Nature’s Son» 4. «Everybody’s Got Something to Hide Except Me and My Monkey» 5. «Sexy Sadie» 6. «Helter Skelter» 7. «Long, Long, Long» (Харрисон) 1. «Revolution 1» 2. «Honey Pie» 3. «Savoy Truffle» (Харрисон) 4. «Cry Baby Cry» 5. «Revolution 9» 6. «Good Night» | AppleCapitol № 1 в течение 9 недель · № 2 в течение 2 недель - All Music Guide ссылка (недоступная ссылка) - Q - 10-e место в списке 500 лучших альбомов всех времён журнала Rolling Stone |
| Yellow Submarine, 13 января 1969 | |
| Звуковая дорожка к одноимённому мультфильму.«»«» 1. «Yellow Submarine» 2. «Only a Northern Song» (Харрисон) 3. «All Together Now» 4. «Hey Bulldog» 5. «It’s All Too Much» (Харрисон) 6. «All You Need Is Love» 1. «Pepperland» (Мартин) 2. «Sea of Time» (Мартин) 3. «Sea of Holes» (Мартин) 4. «Sea of Monsters» (Мартин) 5. «March of the Meanies» (Мартин) 6. «Pepperland Laid Waste» (Мартин) 7. «Yellow Submarine in Pepperland» | AppleCapitol № 2 в течение 2 недель - All Music Guide ссылка (недоступная ссылка) - Rolling Stone ссылка Архивная копия от 29 апреля 2009 на Wayback Machine |
| Abbey Road, 1 октября 1969, 10 октября 1987 (CD-версия) | |
| 1. «Come Together» 2. «Something» (Харрисон) 3. «Maxwell’s Silver Hammer» 4. «Oh! Darling» 5. «Octopus’s Garden» (Ринго Старр) 6. «I Want You (She’s So Heavy)» 1. «Here Comes the Sun» (Харрисон) 2. «Because» 3. «You Never Give Me Your Money» 4. «Sun King» 5. «Mean Mr. Mustard» 6. «Polythene Pam» 7. «She Came in Through the Bathroom Window» 8. «Golden Slumbers» 9. «Carry That Weight» 10. «The End» 11. «Her Majesty» (указан на CD-версии) | AppleCapitol № 1 в течение 11 недель · № 2 в течение 7 недель - All Music Guide ссылка Архивная копия от 4 февраля 2005 на Wayback Machine - Q - Rolling Stone ссылка Архивная копия от 4 декабря 2009 на Wayback Machine - 14-e место в списке 500 лучших альбомов всех времён журнала Rolling Stone |
| Let It Be, 18 мая 1970, 10 октября 1987 (CD-версия) | |
| 1. «Two of Us» 2. «Dig a Pony» 3. «Across the Universe» 4. «I Me Mine» (Харрисон) 5. «Dig It» (Джон Леннон, Пол Маккартни, Ринго Старр, Джордж Харрисон) 6. «Let It Be» 7. «Maggie Mae» (народная) 1. «I’ve Got a Feeling» 2. «One After 909» 3. «The Long and Winding Road» 4. «For You Blue» (Харрисон) 5. «Get Back» | AppleUnited Artists № 1 в течение 4 недель · № 2 в течение 4 недель - All Music Guide ссылка Архивная копия от 12 октября 2007 на Wayback Machine - Robert Christgau (A-) ссылка - Q - Rolling Stone ссылка - 86-е место в списке 500 лучших альбомов всех времён по версии журнала Rolling Stone     |

### Мини-альбомы (EP)
Представлены все официальные мини-альбомы (миньоны). Все песни написаны Джоном Ленноном и Полом Маккартни, за исключением отмеченных особо.
| Список дорожек |
| Сборник Souvenir of Their Visit to America, 23 марта 1964                                                                                 |
| --- |
| 1. «Misery» 2. «A Taste of Honey» (Скотт/Марлоу) 1. «Ask Me Why» 2. «Anna» (Артур Александер)                                             |
| Сборник Four by The Beatles, 11 мая 1964                                                                                                  |
| 1. «Roll Over Beethoven» (Чак Берри) 2. «All My Loving» 1. «This Boy» 2. «Please Mister Postman» (Брайан Холланд)                         |
| Сборник 4-by The Beatles, 1 февраля 1965                                                                                                  |
| 1. «Honey Don’t» (Карл Перкинс) 2. «I’m a Loser» 1. «Mr. Moonlight» (Рой Ли Джонсон) 2. «Everybody’s Trying to be My Baby» (Карл Перкинс) |
| Сборник Baby It’s You, 17 апреля 1995 |
| 1. «Baby It’s You» 2. «I’ll Follow the Sun» 1. «Devil in Her Heart» (Ричард Драпкин) 2. «Boys» (Дискон/Фэррелл)                           |

### Синглы
| Дата выпуска     | Название                                                                                             | Фирма звукозаписи | Наивысшая позиция в чарте |
| ---------------- | --- | ----------------- | ------------------------- |
| 5 мая 1963       | «From Me to You» / «Thank You Girl»                                                                  | Vee-Jay           | № 116                     |
| 16 сентября 1963 | «She Loves You» / «I’ll Get You»                                                                     | Swan              | № 1                       |
| 26 декабря 1963  | «I Want to Hold Your Hand» / «I Saw Her Standing There»                                              | Capitol           | № 1/№ 14                  |
| 30 января 1964   | «Please Please Me» / «From Me to You»                                                                | Vee-Jay           | № 3/№ 41                  |
| 8 февраля 1964   | «All My Loving» / «This Boy»                                                                         | Capitol           | № 45                      |
| 15 февраля 1964  | «Roll Over Beethoven» / «Please Mister Postman»                                                      | Capitol           | № 68                      |
| 2 марта 1964     | «Twist and Shout» / «There’s a Place»                                                                | Tollie            | № 2/№ 74                  |
| 16 марта 1964    | «Can’t Buy Me Love» / «You Can’t Do That»                                                            | Capitol           | № 1/№ 48                  |
| 23 марта 1964    | «Do You Want to Know a Secret» / «Thank You Girl»                                                    | Vee-Jay           | № 2/№ 35                  |
| 27 апреля 1964   | «Love Me Do» / «P.S. I Love You»                                                                     | Tollie            | № 1/№ 10                  |
| 21 мая 1964      | «Sie Liebt Dich» / «I’ll Get You»                                                                    | Swan              | № 97                      |
| 13 июля 1964     | «A Hard Day’s Night» / «I Should Have Known Better»                                                  | Capitol           | № 1/№ 53                  |
| 20 июля 1964     | «I’ll Cry Instead» / «I’m Happy Just to Dance with You»                                              | Capitol           | № 25/№ 95                 |
| 20 июля 1964     | «And I Love Her» / «If I Fell» #53                                                                   | Capitol           | № 12/№ 53                 |
| 24 августа 1964  | «Matchbox» / «Slow Down»                                                                             | Capitol           | № 17/№ 25                 |
| 23 ноября 1964   | «I Feel Fine» / «She’s a Woman»                                                                      | Capitol           | № 1/№ 4                   |
| 15 февраля 1965  | «Eight Days a Week» / «I Don’t Want to Spoil the Party»                                              | Capitol           | № 1/№ 39                  |
| 19 апреля 1965   | «Ticket to Ride» / «Yes It Is»                                                                       | Capitol           | № 1/№ 46                  |
| 19 июля 1965     | «Help!» / «I’m Down»                                                                                 | Capitol           | № 1/№ 101                 |
| 13 сентября 1965 | «Yesterday» / «Act Naturally»                                                                        | Capitol           | № 1/№ 47                  |
| 6 декабря 1965   | «We Can Work It Out» / «Day Tripper»                                                                 | Capitol           | № 1/№ 5                   |
| 21 февраля 1966  | «Nowhere Man» / «What Goes on»                                                                       | Capitol           | № 3/№ 81                  |
| 30 мая 1966      | «Paperback Writer» / «Rain»                                                                          | Capitol           | № 1/№ 23                  |
| 8 августа 1966   | «Yellow Submarine» / «Eleanor Rigby»                                                                 | Capitol           | № 2/№ 11                  |
| 13 февраля 1967  | «Penny Lane» / «Strawberry Fields Forever»                                                           | Capitol           | № 1/№ 8                   |
| 17 июля 1967     | «All You Need Is Love» / «Baby You’re a Rich Man»                                                    | Capitol           | № 1/№ 34                  |
| 27 ноября 1967   | «Hello, Goodbye» / «I Am the Walrus»                                                                 | Capitol           | № 1/№ 56                  |
| 18 марта 1968    | «Lady Madonna» / «The Inner Light»                                                                   | Capitol           | № 4/№ 96                  |
| 26 августа 1968  | «Hey Jude» / «Revolution»                                                                            | Apple             | № 1/№ 12                  |
| 5 мая 1969       | «Get Back» / «Don’t Let Me Down»                                                                     | Apple             | № 1/№ 35                  |
| 4 июня 1969      | «The Ballad of John and Yoko» / «Old Brown Shoe»                                                     | Apple             | № 8                       |
| 6 октября 1969   | «Come Together» / «Something»                                                                        | Apple             | № 1/№ 1                   |
| 11 марта 1970    | «Let It Be» / «You Know My Name (Look Up the Number)»                                                | Apple             | № 1                       |
| 11 мая 1970      | «The Long and Winding Road» / «For You Blue»                                                         | Apple             | № 1/№ 1                   |
| 31 мая 1976      | «Got to Get You into My Life» / «Helter Skelter»                                                     | Capitol           | № 7                       |
| 6 августа 1976   | «Ob-La-Di, Ob-La-Da» / «Julia»                                                                       | Capitol           | № 49                      |
| 14 августа 1978  | «Sgt. Pepper’s Lonely Hearts Club Band» / «With a Little Help from My Friends» / «A Day in the Life» | Capitol           | № 71                      |
| 22 марта 1982    | «Beatles Movie Medley» / «I’m Happy Just to Dance with You»                                          | Capitol           | № 12                      |
| 23 июля 1986     | «Twist and Shout» / «There’s a Place»                                                                | Capitol           | № 23                      |
| 12 декабря 1995  | «Free as a Bird» / «Christmas Time (Is Here Again)»                                                  | Apple             | № 6                       |
| 4 марта 1996     | «Real Love» / «Baby’s in Black» (live)                                                               | Apple             | № 11                      |
| 2 ноября 2023    | «Now and Then» / «Love Me Do»                                                                        | Apple             | № 42                      |

## Дискография в СССР

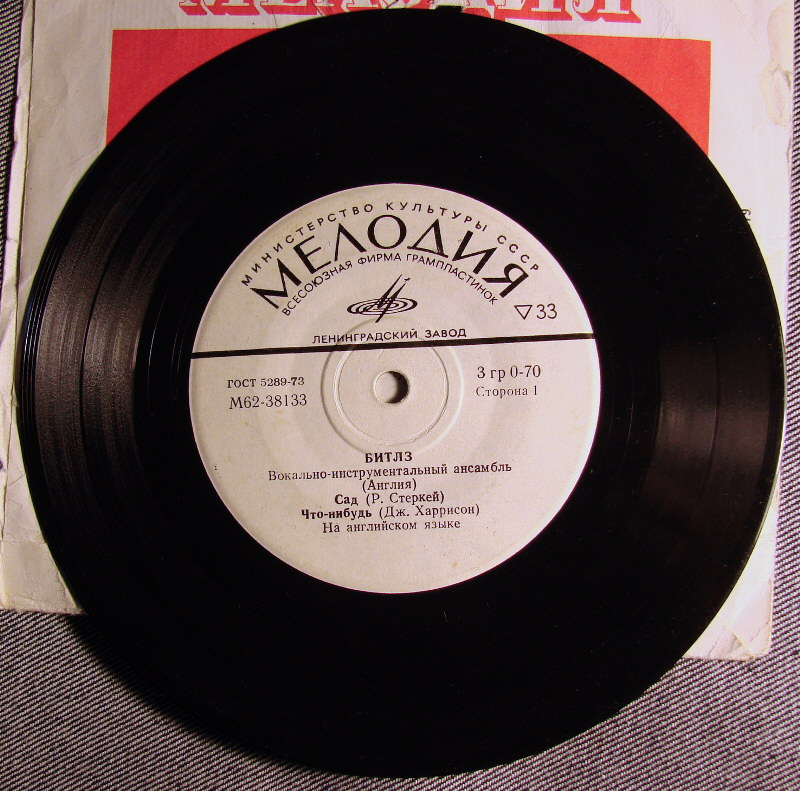
Диск-миньон производства фирмы «Мелодия»

Первой официально выпущенной на территории СССР песней The Beatles стала «Girl» — она вышла в составе пластинки из серии «Музыкальный калейдоскоп» в июле 1967 года. Первые (гибкие) пластинки ансамбля стали выходить с 1974 года. В нижеприведённых списках указаны лишь пластинки, состоящие из песен The Beatles.

### Миньоны
На некоторых миньонах фирма «Мелодия» не указывала название группы, чтобы избежать исков со стороны правообладателей, поскольку не обладала необходимыми лицензиями на производство данных пластинок.
Например, на миньоне 1974 года указывалось следующее: (Дж. Леннон—П.Маккартни) Вокально-инструментальный ансамбль.
| Год  | Название                                                                           | Примечания                                                                                                   |
| ---- | ---------------------------------------------------------------------------------- | --- |
| 1974 | «Любовь нельзя купить» / «Серебряный молоток» / «Мадонна» / «Я должен знать лучше» | Сборник песен («Can’t Buy Me Love», «Maxwell’s Silver Hammer», «Lady Madonna», «I Should Have Known Better») |
| 1974 | «Помощь моего друга» / «Пени Лейн» / «Когда мне 64» / «Любимая Рита»               | Сборник песен («With a Little Help from My Friends», «Penny Lane», «When I’m Sixty Four», «Lovely Rita»)     |
| 1974 | «Через вселенную» / «Я, мне, мое» / «Пусть будет так»                              | Сборник песен («Across the Universe» / «I Me Mine» / «Let It Be»)                                            |
| 1975 | «Солнце восходит» / «Потому что» / «Попурри»                                       | Сборник песен («Here Comes the Sun» / «Because» / «Golden Slumbers — Carry That Weight — The End»)           |
| 1975 | «Сад» / «Что-нибудь» / «Встреча»                                                   | Сборник песен («Octopus’s Garden» / «Something» / «Come Together»)                                           |

Примечание: Песня «I Should Have Known Better» («Я должен знать лучше») на британских пластинках имеет различные версии в моно- и стерео- записях. В стерео варианте начальный проигрыш Ленноном на гармонике обрывается перед началом исполнения песни. Фирма «Мелодия» на миньоне британскую стереоверсию этой композиции выпустила в моно.

### Альбомы
| Список песен |
| Студийный альбом «Вечер трудного дня», 1986 |
| --- |
| Все песни написаны Джоном Ленноном и Полом Маккартни. Песня «When I Get Home» исключена. 1. «A Hard Day’s Night» 2. «I Should Have Known Better» 3. «If I Fell» 4. «I’m Happy Just to Dance with You» 5. «And I Love Her» 6. «Tell Me Why» 7. «Can’t Buy Me Love» 1. «Any Time at All» 2. «I’ll Cry Instead» 3. «Things We Said Today» 4. «You Can’t Do That» 5. «I’ll Be Back» |
| Сборник «Вкус мёда», 1986 |
| Все песни написаны Джоном Ленноном и Полом Маккартни, кроме отмеченных особо. 1. «P.S. I Love You» 2. «Do You Want to Know a Secret?» 3. «A Taste of Honey» (Скотт/Марлоу) 4. «I Saw Her Standing There» 5. «Baby’s in Black» 6. «No Reply» 7. «I’ll Follow the Sun» 8. «Eight Days a Week» 1. «I Don’t Want to Spoil the Party» 2. «Rock And Roll Music» (Берри) 3. «Please Mister Postman» (Батеман, Доббинс, Гарретт, Горман, Холланд) 4. «It Won’t Be Long» 5. «Till There Was You» (Уилсон) 6. «Little Child» 7. «Devil in Her Heart» (Ричард Драпкин) 8. «I Wanna Be Your Man» |

## Сборники
Представлены все официальные сборники, концертные записи за исключением записей с Тони Шериданом. Жирным выделены те диски, которые указаны на сайте The Beatles (http://www.thebeatles.com)
| Дата издания                      | Название                                         | Примечания, лейблы и позиции в чартах |
| --------------------------------- | ------------------------------------------------ | --- |
| 9 декабря 1966                    | A Collection of Beatles Oldies                   | Сборник (только Великобритания) Parlophone № 7 |
| 26 февраля 1970 11 мая 1979       | Hey Jude                                         | Сборник Apple Capitol Parlophone № 2 в течение 4 недель |
| 2 апреля 1973 19 апреля 1973      | The Beatles 1962—1966                            | Сборник, антология песен 1962—1966 гг. (2 пластинки), известен также как «Red Album» («Красный альбом») Apple № 3 № 3 (переиздание) № 3                             |
| 2 апреля 1973 19 апреля 1973      | The Beatles 1967—1970                            | Сборник, антология песен 1967—1970 гг. (2 пластинки), известен также как «Blue Album» («Синий альбом») Apple № 2 № 4 (переиздание) № 1 в течение недели             |
| 10 июня 1976 6 июля 1976          | Rock ’n’ Roll Music                              | Сборник (2 пластинки) Capitol Parlophone № 11 № 2 в течение двух недель                                                                                             |
| 2 мая 1977                        | Live! at the Star-Club in Hamburg, Germany; 1962 | Запись с концерта в Гамбурге 1962 г. Lingasong № 111 |
| 5 апреля 1977 5 июня 1977         | The Beatles at the Hollywood Bowl                | Записи с концертов в Голливуде (23 августа 1964 г. и 30 августа 1965 г.) Capitol Parlophone № 1 № 2 в течение двух недель                                           |
| 21 октября 1977 19 ноября 1977    | Love Songs                                       | Сборник (2 пластинки) Capitol Parlophone № 7 № 24 |
| 2 декабря 1978 24 марта 1980      | Rarities                                         | Сборник редких записей и обратных сторон синглов Capitol Parlophone № 71 № 21                                                                                       |
| 13 октября 1980                   | The Beatlles’ Ballads                            | Сборник Parlophone № 17 |
| 22 марта 1980 29 марта 1982       | Reel Music                                       | Сборник песен из фильмов Capitol Parlophone - № 19 |
| 18 октября 1982 10 ноября 1982    | 20 Greatest Hits                                 | Сборник Capitol Parlophone № 10 № 50 |
| 7 марта 1988                      | Past Masters, Volume One                         | Собрание песен 1962—1965 гг., не попавших на оригинальные долгоиграющие альбомы Capitol Parlophone № 49 № 149                                                       |
| 7 марта 1988                      | Past Masters, Volume Two                         | Собрание песен 1966—1970 гг., не попавших на оригинальные долгоиграющие альбомы Capitol Parlophone № 46 № 121                                                       |
| 30 ноября 1994 6 декабря 1994     | Live at the BBC                                  | Сборник радиовыступлений 1962—1966 гг. на «Би-би-си» (2 пластинки) Apple Capitol № 1 № 3                                                                            |
| 21 ноября 1995                    | Anthology 1                                      | Сборник — антология студийных дублей, концертных и прочих редких записей 1958—1964 гг, ранее не издававшихся Apple Capitol № 2 № 1                                  |
| 18 марта 1996 19 марта 1996       | Anthology 2                                      | Сборник — антология студийных дублей, концертных и прочих редких записей 1965—1968 гг, ранее не издававшихся Apple Capitol № 1 № 1                                  |
| 28 октября 1996 29 октября 1996   | Anthology 3                                      | Сборник — антология студийных дублей и редких записей 1968—1970 гг, ранее не издававшихся Apple Capitol № 4 № 1                                                     |
| 13 сентября 1999 14 сентября 1999 | Yellow Submarine Songtrack                       | Саундтрек к переизданию мультфильма Желтая подводная лодка Apple Capitol № 8 № 15                                                                                   |
| 13 ноября 2000 14 ноября 2000     | 1                                                | Сборник синглов, занявших 1-е место в США и/или Великобритании Apple Capitol № 1 № 1                                                                                |
| 17 ноября 2003 18 ноября 2003     | Let It Be… Naked                                 | Студийный альбом — воссоздание оригинальной концепции альбома «Let It Be» из записей 1969 г. Apple Capitol № 7 № 5                                                  |
| 20 ноября 2006 21 ноября 2006     | Love                                             | Сборник заново сведённых и мэшап-версий известных песен, звуковая дорожка к одноимённому представлению, поставленному цирком Cirque du Soleil Apple Capitol № 3 № 4 |

## Бокс-сеты
| Дата издания                   | Название                     | Примечания, лейблы и позиции в чартах |
| ------------------------------ | ---------------------------- | --- |
| 11 февраля 1977 1 декабря 1979 | The Beatles Collection       | LP-сборник альбомов, начиная с Please Please Me и заканчивая Let It Be и включая сборник Rarities Parlophone/Capitol                                        |
| ноябрь 1982                    | The Beatles Mono Collection  | LP-сборник моно-версий альбомов, начиная с Please Please Me и заканчивая Yellow Submarine и включая сборник A Collection of Beatles Oldies Parlophone/Apple |
| 5 декабря 1988 15 ноября 1988  | The Beatles Box Set          | CD-сборник альбомов, начиная с Please Please Me и заканчивая Let It Be и включая сборник Past Masters Parlophone/Apple                                      |
| 15 ноября 2004 16 ноября 2004  | The Capitol Albums, Volume 1 | CD-сборник первых 4 американских альбомов Parlophone/Apple/Capitol                                                                                          |
| 11 апреля 2006                 | The Capitol Albums, Volume 2 | CD-сборник американских альбомов 1965 года Parlophone/Apple/Capitol                                                                                         |